# Ahorn, Coburg
Ahorn là một đô thị tại huyện Coburg bang Bayern nước Đức. Đô thị Ahorn, Coburg có diện tích km², dân số thời điểm ngày 31 tháng 12 năm 2006 là người.